# Drycothaea curtula
Drycothaea curtula es una especie de escarabajo longicornio del género Drycothaea, familia Cerambycidae. Fue descrita científicamente por Bates en 1885.
Habita en Panamá. Los machos y las hembras miden aproximadamente 6,36 mm.